# Allen, Nebraska
Allen är en ort (village) i Dixon County i Nebraska. Vid 2010 års folkräkning hade Allen 377 invånare.